# Walter Proch
Walter Proch (Rovereto, Província de Trento, 17 de febrer de 1984) va ser un ciclista italià, que fou professional del 2007 al 2012.

## Palmarès
- 2008
  - Vencedor d'una etapa al Tour ivorià de la Pau